# Pastel da Carélia

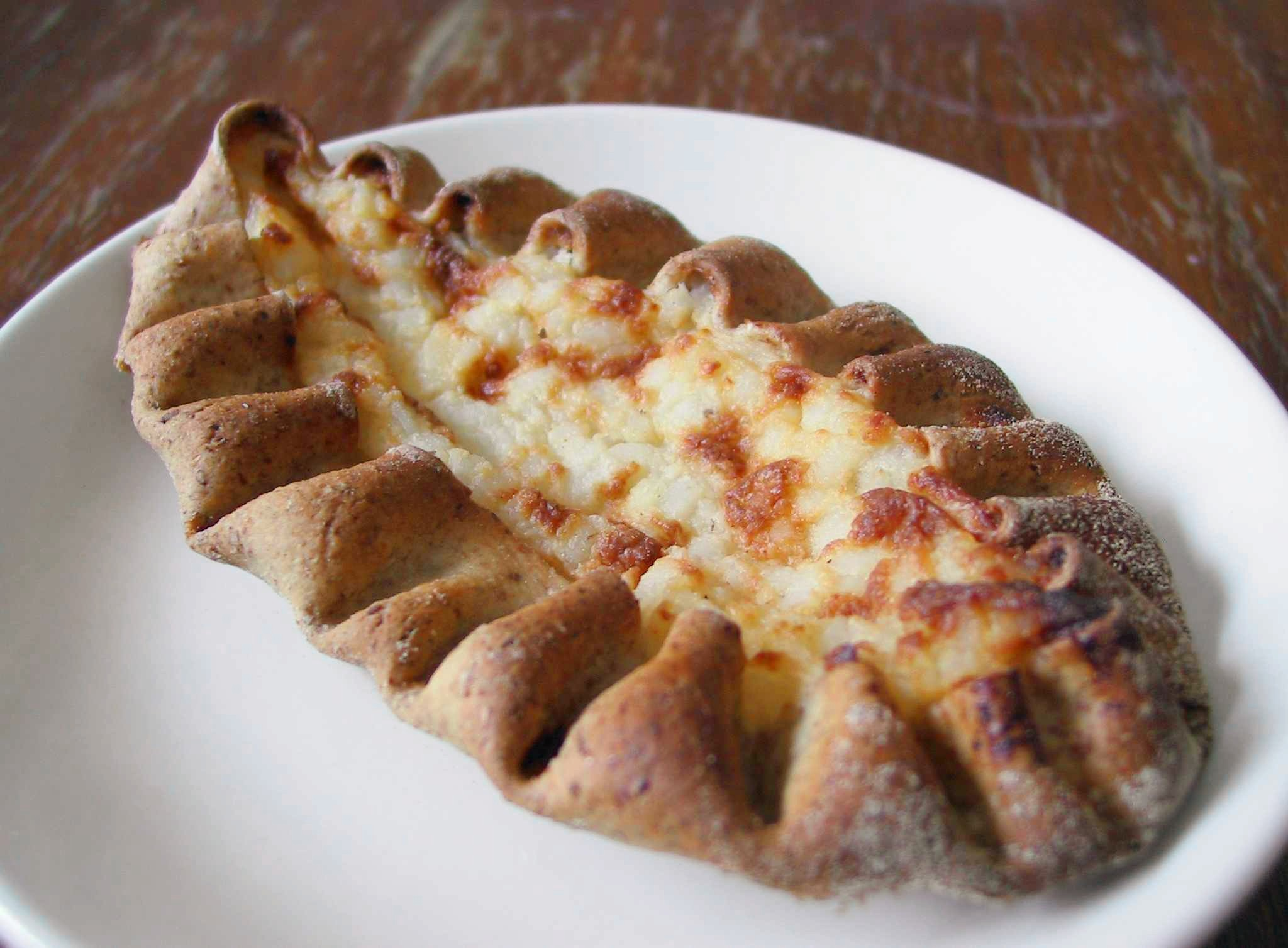
Pastel da Carélia em Helsínquia, na Finlândia

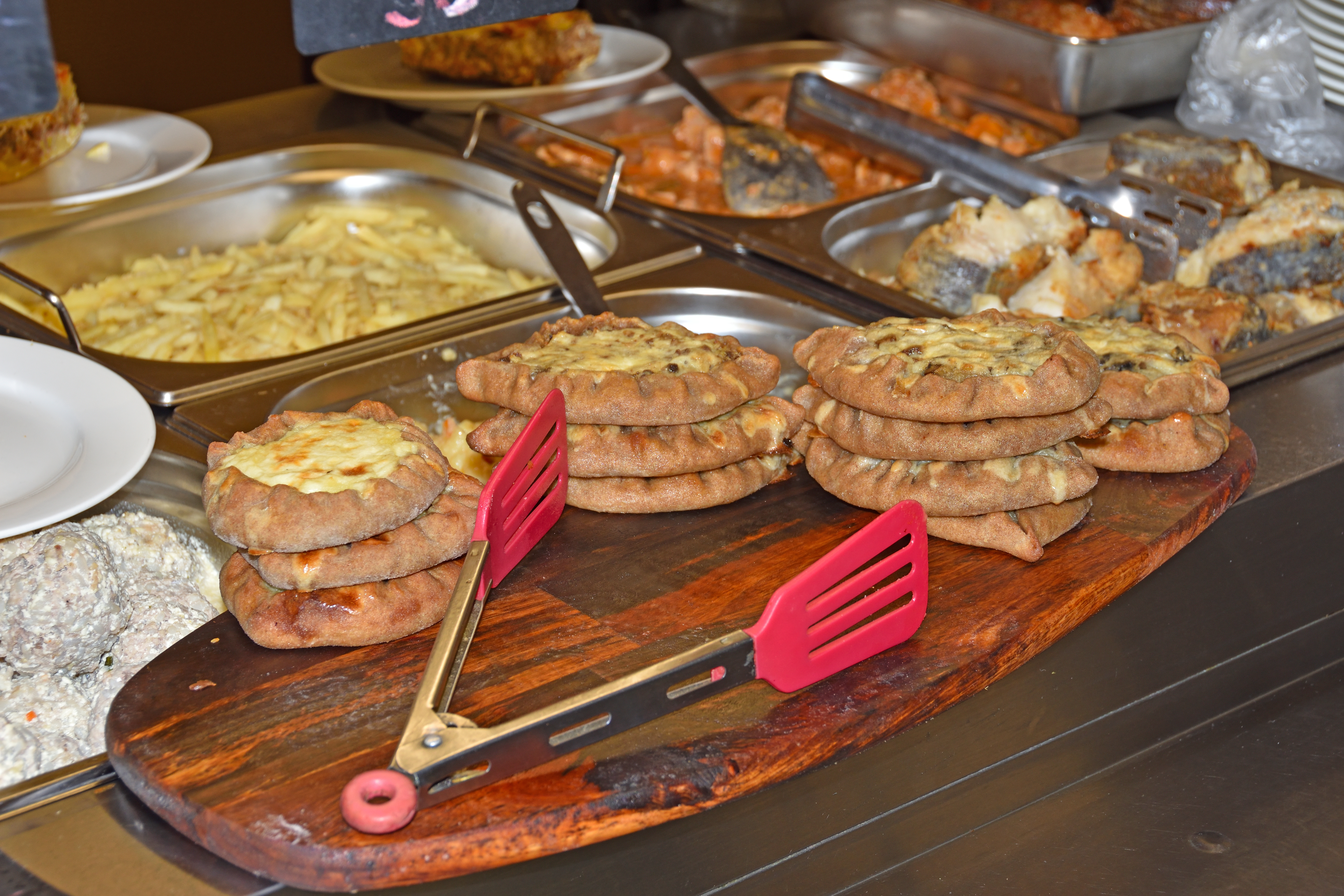
Pastéis da Carélia em Sortavala, na República da Carélia, na Rússia

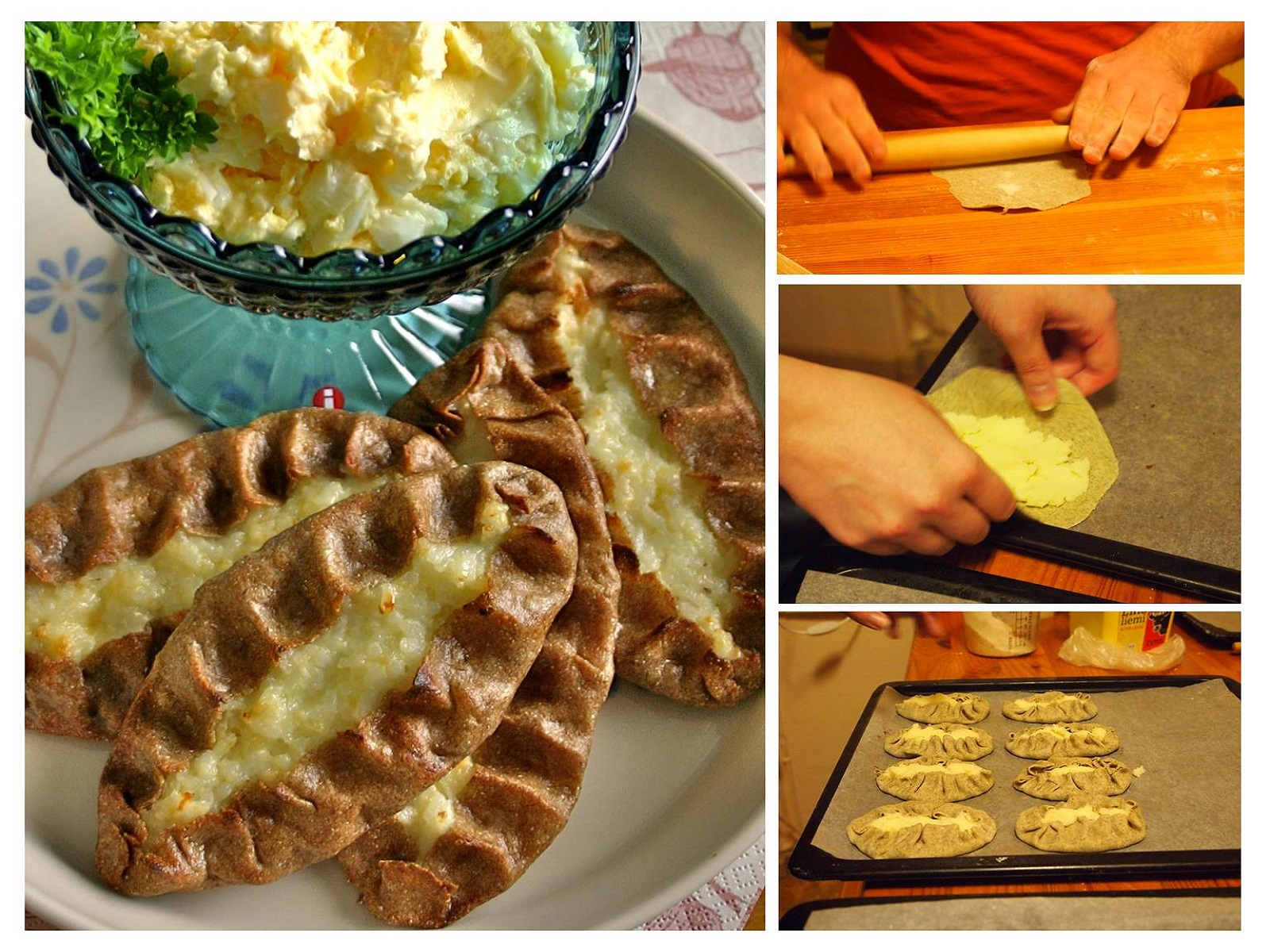
Pastéis da Carélia e munavoi (à esqureda); preparação com rolo em forma de fuso (à direita)

Pastel da Carélia (conhecido como karjalanpiirakka em finlandês, šipainiekku ou kalitt em carélio e кали́тки em russo) é um pastel tradicional da região da Carélia, integrando a culinária da Finlândia e a culinária da República da Carélia e do Oblast de Leninegrado, na Rússia. É considerado um dos símbolos da Carélia.
Na sua versão finlandesa, os pastéis da Carélia constituem uma denominação de origem protegida, desde 2003. Embora tenham tido origem na parte oriental da Finlândia, é possível encontrá-los em todo o país, na maior parte das pastelarias.

## História
A Carélia é uma extensa área que abrange partes da Finlândia e da Rússia. Na parte russa, reparte-se entre a divisão federal da República da Carélia e o Oblast de Leninegrado. As influências russas ao longo dos séculos foram diversas. No território finlandês, está dividida como Carélia do Sul e Carélia do Norte. 
O pastel tem o aspeto de uma piroga, com vincos na massa sob a forma de pregas, em redor do recheio, ficando com a aparência de uma empada comprida e achatada. A massa funciona como uma forma para o recheio.

### Na Carélia finlandesa
No século XVII, surgiram na Carélia do Norte diversos tipos de pastéis que tinham o nome de piirakka. O centeio foi desde logo um dos ingredientes base da massa crocante que era usada nas diversas receitas. Os primeiros registos acerca da existência destes pastéis remetem para o ano de 1686. O recheio inicial era uma papa de cevada, que mais tarde viria a ser de batata e só depois de arroz, o mais popular de todos. 
Durante décadas, as empadas eram consumidas apenas na Carélia do Norte. Na sua capital, Joensuu, fundada pelo czar Nicolau I, a empada é servida de forma clássica, pincelada com uma mistura de leite e manteiga. Os emigrantes difundiram a receita noutras regiões do país de forma lenta e faseada. Após a II Guerra Mundial a popularidade das karjalanpiirakkas extravasou as fronteiras da Finlândia e conquistou também a Suécia. É cozida em forno muito quente para ficar crocante e antes de servir é humedecida com um pouco de gordura. 

### Na Carélia russa
Pensa-se que os pastéis da Carélia tenham surgido no fim do século XVI, na região que constitui hoje a República da Carélia. Até fins do século XIX, as donas de casa carélias preparavam estes pastéis recheados com papas, para os convidados que chegavam para o almoço, ou para a sua própria casa. As papas para o recheio eram preparadas com cevada e quefir ou painço fervido.
Em certos lugares, tais como Olonets, os pastéis eram assados com requeijão como recheio. A batata, que hoje constitui o recheio mais popular, começou a ser cultivada na Carélia em meados do século XIX.
Existe uma frase em carélio que todas as donas de casa sabem: "kalittoa - kyzyy kaheksoa", que significa que o pastel da Carélia pede oito ingredientes: farinha, água, leite coalhado, leite, sal, natas, recheio e manteiga. A manteiga é usada para barrar os pastéis, após a cozedura.
Em certas aldeias, tais como as dos vepesianos, os pastéis tinham uma forma redonda. Noutras, tinham a forma alongada de barco, hoje mais comum.
Na atualidade, são realizados pequeninos cursos para ensinar turistas a fazer pastéis da Carélia.
Em 2019, realizou-se na cidade de Sortavala, pelo sexto ano consecutivo, um festival dedicado aos pastéis da Carélia. Contou com mais de três mil participantes, tendo sido confecionados mais de 12 mil pastéis da Carélia.

## Preparação
A massa é preparada com farinha de centeio, podendo o recheio ser confeccionado com arroz, puré de batata ou cenoura.
A massa é estendida usando um rolo em forma de fuso, de forma a produzir discos muito finos, com cerca de 10 cm de diâmetro.  
Sobre estes é colocado o recheio. As extremidades são dobradas de fora para dentro em cerca de 1 cm, por forma a se obter um rebordo e um aspecto oval. Os pastéis são, depois, assados em forno quente. No fim, são pincelados com uma mistura de leite e manteiga, podendo ser barrados com uma mistura de ovo, manteiga (ou requeijão) e salsa conhecida como munavoi, ou até mesmo acompanhados com presunto.
Na Finlândia, existem fábricas especializadas na produção destes pastéis, de acordo com as normas da denominação de origem protegida. Em alguns casos, a produção ascende a 40.000 pastéis por hora numa única fábrica.